# Болото Сайва (национальный парк)
Болото Сайва — наименьший по размерам национальный парк в Кении, основанный в 1974 году и расположенный в 27 км от Китале в районе Trans-Nzoia провинции Рифт-Валли.
Парк был создан для защиты, находящейся под угрозой исчезновения, антилопы ситатунга и редкой полуводной антилопы..

## Климат
Климат влажный и сухой, изменяется от теплого к холодному и влажному, типичен для африканских болотных местностей. Пик осадков приходится на апрель, август и ноябрь. Ежегодно выпадает в среднем 1250 мм.

## Фауна
Кроме антилопы ситатунга и полуводной антилопы, в парке обитают, такие виды, как: антилопа бушбок, выдра, генетта, сервал, мангуст, медоед и различные виды обезьян.
Также обитают 372 вида птиц.